# ديودونيه جامار
ديودونيه جامار هو دراج بلجيكي، ولد في 6 نوفمبر 1878 في لياج في بلجيكا، وتوفي في القرن العشرين.

## وصلات خارجية
- ديودونيه جامار على موقع أرشيف الدراجات (الإنجليزية)
- ديودونيه جامار على موقع إحصائيات الدراجات الإحترافية (الإنجليزية)